# Госгидрография
Госгидрография — украинский государственный научно-производственный комплекс, предназначенный для навигационно-гидрографического обеспечения в пределах исключительной (морской) экономической зоны, который входит в сферу управления Министерства инфраструктуры Украины.

## История
Согласно нормам Конвенции ООН по морскому праву от 1982 года Украина имеет право на исключительную (морскую) экономическую зону площадью до 100 тыс. кв. км, но в государственном управлении находятся внутренние морские воды и территориальное море общей площадью 38 тыс. кв. км.
Функции гидрографического обеспечения в этих водах во времена существования СССР выполняла Гидрографическая служба Черноморского флота. После восстановления независимости Украины Кабинет Министров в 1994 году для управления навигационно-гидрографическим обеспечением мореплавания, прежде всего нужны для транспортном и промышленном флота создал Национальное агентство морских исследований и технологий (НАМДіТ), а в 1998 году на его базе была создана гидрографическая служба Украины. В августе 2000 года она была преобразована в государственное учреждение «Госгидрография».
«Госгидрография» была создана в результате реорганизации Национального агентства морских исследований и технологий (укр. Національное агентство морських досліджень і технологій, НАМДіТ), созданного в 1994 году на базе Гидрографической службы Черноморского флота (укр. Гідрографічна служба Чорноморського флоту), и является правопреемником
Центрального, Керченского, Николаевского, Одесского, Севастопольского государственных гидрографических предприятий, государственного научно-исследовательского предприятия «Укрморкартография». «Госгидрография» — научно-производственный комплекс, основанный на государственной собственности и входящий в сферу управления Министерства инфраструктуры Украины.
Государственное учреждение «Укргидрография» запланировала на 2019 год строительство нового гидрографического судна ориентировочной стоимостью около 110 млн грн. На судне предусматривается установить экономичный энергетический комплекс. Расходы на содержание нового судна по сравнению с расходами на деятельность имеющегося судна ГС-82 уменьшатся примерно на 30-40 %. На 2018 год на балансе «Госгидрографии» находятся 65 судов. Их средний возраст — 36 лет. Гидрографических лоцмейстерских судов морского класса, которые оборудованы подъемным устройством для работы с буями, в учреждении восемь единиц, способных поднимать грузы более 3 тонн, только одно, которое было построено в 1968 году.
В мае 2019 года начат аудит с целью обеспечения работы средств навигационного оборудования (СНО) в соответствии с требованиями Международной конвенции по охране человеческой жизни на море.
Объектами аудита были определены Очаковская и Николаевская группы навигационного оборудования, а также Южная, Одесская, Белгород-Днестровская группы. В рамках аудита будет посещено стационарные объекты навигационно-гидрографического обеспечения (маяки, створные знаки). Отдельное внимание будет уделено оперативности реагирования персонала на отказы оборудования
Кроме того был поднят вопрос реконструкции и восстановления маяка на острове Джарылгач, который является памятником архитектуры.
В мае 2019 года КБ «Гранд Инжиниринг» завершило проект нового гидрографического судна проекта 50421. Предыдущий флагман ГУ «Госгидрография» пр. 54020 «Одесса» был построен в 2007-м году и остался в Крыму. Как и на предшественнике, главным рабочим инструментом новостройки станет гидравлический кран «Palfinger», установлен на верхней палубе.

## Задачи и сфера деятельности
Основными направлениями работы Госгидрографии являются:
- оснащение морей и внутренних водных путей зоны ответственности Украины ЗНО, обеспечение их бесперебойной действия согласно установке режимов работы, составление и распространение морских навигационных и лоцманских речных карт, руководств и пособий для плавания, информирование судов об изменениях навигационной обстановки плавания;
- развитие систем навигационно-гидрографического обеспечения мореплавания, что включает разработку и внедрение новых методов, технологий и технических средств навигации, гидрографии и морской картографии;
- проведение научно-исследовательских, конструкторских, поисковых и инженерно-технических работ в области навигации, гидрографии и океанографии и морской картографии;
- представление Министерства инфраструктуры в Международный гидрографической организации (МОО), других международных организациях по вопросам навигации, гидрографии, океанографии и морской картографии, сотрудничество с гидрографическими службами других стран;
- выполнение международных обязательств Украины по навигационно-гидрографического обеспечения мореплавания, включающая гидрографическое и океанографическое изучение океанов и морей.[7]

## Структура
Филиалы государственного учреждения «Госгидрография»:
- ФГУ «Укрморкартография»;
- ФГУ «Николаевский район Госгидрографии»
- ФГУ «Одесский район Госгидрографии»

До 2014 года также действовали ещё два филиала:
- ФГУ «Керченский район Госгидрографии»;
- ФГУ «Севастопольский филиал Госгидрографии им. Митина».

## Корабельный состав
- БГК-334
- ГС-82